# Битва при Намдемун
Битва при Намдемун (кор.: хангиль: 남대문 전투), також відома як Битва біля Південних Великих воріт, — повстання корейської армії проти японських військ у Кореї як реакція на розформування корейської армії після японсько-корейського договору 1907 року. Це відбулося біля воріт Намдемун у Сеулі 1 серпня 1907 року. Під приводом інциденту таємної справи емісарів у Гаазі японці змусили імператора Коджона зректися престолу та нав'язали Еульський договір. Коли деякі озброєні солдати приєдналися до протестів проти зречення імператора Коджона, японці прискорили розпуск війська. Опівночі 31 липня вони погрожували королівському двору та видали імператорський указ про розпуск війська, після чого наступного дня відбулася церемонія розформування. Хоча військові Корейської імперії чинили опір, він був придушений. Розпуск армії символізував практичне падіння Корейської імперії. Коли солдати з розформованих частин приєдналися до армії незалежності, серйозно розгорнувся антияпонський збройний опір.

## Фон

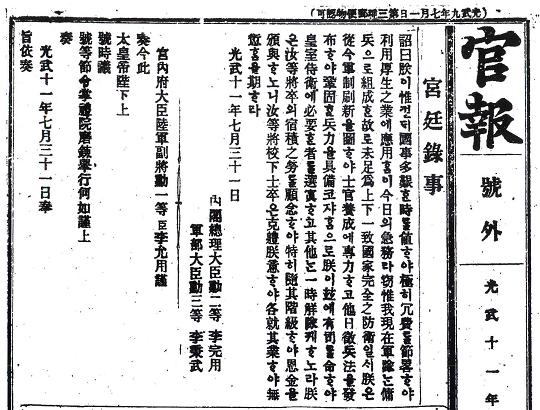
Указ про розпуск військ від 31 липня 1907 року.

У 1906 році, на 44-му році правління Коджона, Іто Хіробумі було призначено першим японським генералом-резидентом Кореї. Коли імператорська Японія поспішила анексувати Корею, Коджон спробував звернутися до світових лідерів, надіславши таємну делегацію на Гаазьку конференцію 1907 року. Японці незабаром виявили план Коджона в 1907 році. Через прояпонських міністрів, пов'язаних з Ілджінхое, вони змусили його поїхати до Японії та вибачитися перед імператором або генералом Гасеґавою перед Корейськими воротами. 16 липня прояпонський кабінет міністрів зустрівся з імператором. Він вимагав від нього підписати Еульський договір про стабілізацію країни, вибачитися перед японським імператором і зректися престолу. Коджон багато разів відмовлявся піти у відставку. Нарешті того дня Коджон оголосив, що передасть трон своєму синові. Церемонія зречення від престолу відбулася наступного дня, 20 липня. Коджонг вибрав дату та додав: «Дотримуйтеся тимчасових правил (權停例)». Тимчасові правила стосуються спрощеного ритуалу, який виконує монарх, не сідаючи на трон. Церемонія зречення імператора від престолу відбулася без Кочжона чи Санджона.

### Проти зречення
19 липня 1907 року в Чонно, де натовп людей виступав проти зречення імператора Кочжона, демонструвала приблизно 100 озброєних солдатів з 1-го батальйону 3-ї роти гарнізону Чондона, який мав високу репутацію і був визнаний антияпонським підрозділом, а 2-й батальйон 3-ї роти під командуванням Ім Джедока, який був відомий своєю антияпонською діяльністю, приєднався до Столичної гвардії. Вони напали на поліцейську станцію Джонно, що призвело до зіткнень з японською поліцією та вбивства багатьох японських поліцейських і близько десяти японських торговців. Цей інцидент продемонстрував, що армія Корейської імперії, яка вже подолала обмеження колоніальних сил і перетворилася на патріотичну армію з глибоким національним розумінням, переросла в групу опору, здатну зірвати японську агресію.
Здивовані повстанням, японські військові негайно зв'язалися зі своєю батьківщиною та наказали розгорнути бойові підрозділи 12-ї дивізії у таких важливих регіонах, як Тегу та Пхеньян. Тим часом вони зосередили 13-ту дивізію в Сеулі по всій країні. Вони також пришвартували три патрульні катери в Інчхоні та розгорнули 2-й флот уздовж корейського узбережжя, завершивши розгортання японських сил для розпуску корейських військових до 31 липня.

### Санджон розпускає військо
20 липня 1907 року Коджон був скинутий з престолу. Деякі посадовці, такі як Пак Юн Гьо та Ї До Чже, намагалися вбити членів кабінету Лі Ваньона, який очолював зречення. Після зречення престолу імператор Коджон був ув'язнений у своєму палаці Токсугун, і японці замінили його сином Сунджоном. Потім вони змусили Сунджона підписати Договір Чонмі 1907 року. Договір розформував збройні сили Корейської імперії, які були останньою військовою силою країни. Потім, опівночі 31 липня, погрожуючи переговорами, вони видали імператорський указ про розпуск армії, і в той же час доручили Іто Хіробумі під ім'ям Ї Ван Йона ретельно придушити будь-яке потенційне повстання Корейські військові, які можуть статися під час розпуску військових.

## Церемонія розформування

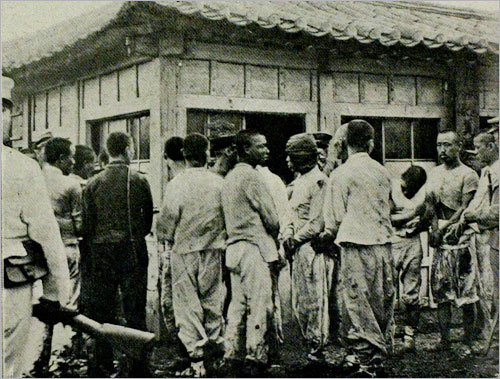
Корейські Імперські збройні сили були роззброєні японською армією під час розформування.

1 серпня о 8 ранку в навчальному центрі Тондемун відбулася церемонія розпуску військ. Однак солдатів обдурили, повіривши, що в навчальному центрі вони проходитимуть навчання з ведення бою без зброї. Під керівництвом командирів частин і японських офіцерів вони були зібрані в навчальному центрі без зброї. Проте 1-й батальйон 1-ї роти та 2-й батальйон 1-ї роти були відсутні. Поки гінців відправляли туди-сюди, з боку Намдемуна почулися постріли, що спонукало до поспішної церемонії розпуску. Крім того, японці видали солдатам невелику кількість банкнот під виглядом «грошей подяки» (eunsageum). Отримавши ці гроші, солдати нарешті усвідомили справжню сутність ситуації і відчули глибокий відчай. Однак вони вже були повністю роззброєні, і озброєні до зубів японські війська оточували навчальний центр з різних напрямків, у них не залишалося жодного вибору. Використовуючи подібні обманні методи, японські військові розпустили всі регіональні підрозділи з 3 серпня по 3 вересня, починаючи з гарнізону Пукчхона.

## Повстання

Картина маслом із зображенням самогубства Пака Син Хвана. Намальований Парком Кі-Те в 1976 році.

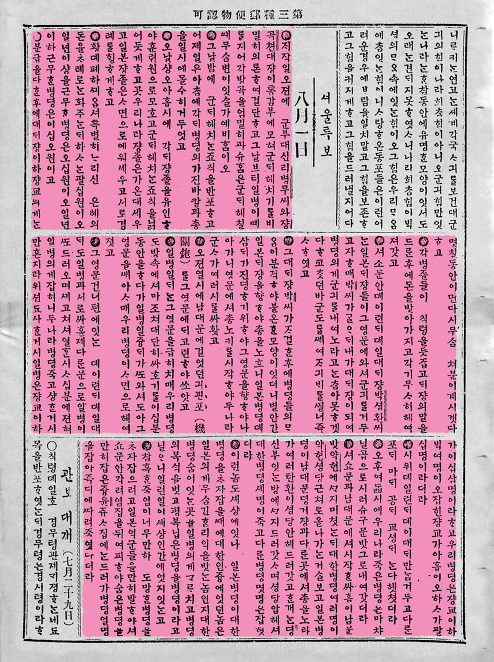
Це уривок зі статті, опублікованої Кюнг'ян Шинмун 9 серпня 1907 року про битву при Намдемун.

Розпуск армії був насильницьким шляхом масового розгортання японських військ і віроломних дій прояпонського уряду. Проте з першого дня виник сильний опір. Зокрема, найяскравішим прикладом антияпонської боротьби корейських солдатів був опір солдатів 1-го батальйону 1-ї роти та 2-го батальйону 1-ї роти в Намдемуні та палаці Чангьонгун. Перший батальйон Пака Син Хвана (беззбройний 1-й полк Сіві) був розміщений на західній стороні воріт Намдемун. 1 серпня о 8:00 ранку, виправдовуючись новобранцями, він відмовився виконувати наказ про розформування та відправив на його місце майора Кім Чже Хопа. Коли Кім Чже Хоп повернувся і повідомив, що видано наказ розійтися. Пак зібрав всіх командирів батальйонів і наказав їм повернути всю зброю в арсенал. 1-й батальйон збирався вирушити до навчального центру, де мала відбутися церемонія розформування.
Командир 1-го батальйону майор Пак Син Хван (1869—1907) написав записку на папері на знак протесту проти розпуску збройних сил,
Я не міг захищати свою країну як солдат і не міг показати свою вірність як слуга. Храм Джонгмьо і Саджік вже були зруйновані, і оборона країни зникла, відповідно. Оскільки я солдат, я не можу дозволити собі жити в мирі.
Тоді Парк покінчив життя самогубством, застрелившись. Окрім Пак Син Хвана, пожертвували собою двоє солдатів 2-го батальйону 1-ї бригади Ву І-сон Чон Гьо та один рядовий. Вигук Пака Син Хвана «Хай живе Велика Корейська імперія» та постріл пролунали в рядах 1-го відділу Столичної гвардії Сеула.
Відповідальність офіцерів, які керували солдатами, які через свою сильну національну свідомість були готові пожертвувати життям за антияпонську боротьбу, навіть за найменшої провокації, була справді тяжкою. Бійці, які роззброїлися та прямували до навчального центру, мали намір пройти навчання з ведення бою без зброї. Його самогубство розлютило солдатів; вони колективно повстали проти японських офіцерів, які їх очолювали, і кинулися до арсеналу, вимагаючи боєприпаси та озброєння. Арсенал швидко знищили, а солдати озброїлися правосуддям.
Поруч із 1-м батальйоном 1-го піхотного полку столичної гвардії Сеула всередині воріт Соннємун знаходився 1-й батальйон 2-го піхотного полку . Вони відповіли радісними вигуками, коли почули новину про жертвоприношення Пак Син Хвана біля воріт Сеосомун. Солдати 2-го піхотного полку також увірвалися в арсенал і озброїлися. 2-й піхотний полк був тим місцем, де кілька днів тому був звільнений колишній командир підполковник Лі Кі-Пьо.
Вони розставили вартових навколо казарм і почали відкривати вогонь з гармат по японській армії. Почувши постріли, японська армія негайно атакувала 1-й і 2-й піхотні полки. Однак 2-й піхотний полк під командуванням генерал-лейтенанта Нам Санг Дока жорстоко контратакував і відкинув японців.

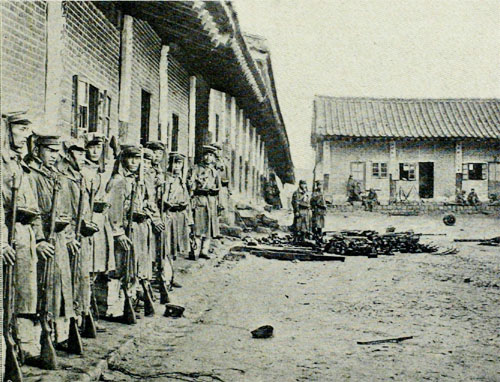
Японська армія придушила повстання і зайняла казарми.

У відповідь близько 9:30 ранку Імператорська армія Японії змусила перший, другий і третій батальйони свого 51-го піхотного полку встановити три кулемети на валу Сунгнємун, верхньому поверсі воріт Намдемун, і використала артилерію для виконання лобового штурму. Очолював японську армію Кадзіхара, який отримав прізвисько «Командир гоблінів», убивши 19 ворожих солдатів під час російсько-японської війни. Однак перед обличчям хороброго опору корейської армії він став на коліна і був убитий. Японська армія кинула бомби в табір корейської армії і придушила опір 2-го піхотного полку Столичної гвардії. Це був запеклий бій, який тривав три години. Тим часом опір 1-го піхотного полку тривав до 11:40 ранку, загалом чотири години. Однак, зрештою закінчившись боєприпасами, корейська армія не змогла втриматися. Через значно гірше озброєння корейської армії, битва завершилася перемогою японців, японці захопили армійську базу.

## Наслідки

Після повстання корейські солдати лікуються в лікарні Северанс (Намалював Пак Кі-Те?)

Японська армія втратила чотирьох солдатів, у тому числі капітана Кадзіхару та начальника відділу спеціальних операцій Кумамото та сержанта Харано, і 40 поранених, у той час як корейська армія мала убитих у бою 13 офіцерів і 57 солдатів. Однак велика кількість втрат з корейської сторони була не внаслідок самого бою, а скоріше під час пошукових операцій. Кілька джерел стверджують, що 68 солдатів загинули, понад 100 були поранені, а 516 стали військовополоненими. Нам Санг-деок, який командував розформованими солдатами, був убитий. Японська армія шукала корейських солдатів, які ховалися в цивільних будинках, і сотні будинків були спалені. За словами цього репортера, під час заворушень у Сеулі відбулися численні акти жорстокості та насилля. Снаряди влучили в мирних жителів, а один корейський солдат у районі Сосеомуна отримав більш ніж 20 ударів багнетом. Крім того, повідомлялося, що не всі корейські солдати мали вогнепальну зброю.
Поранені солдати Корейської імперії стікалися до лікарні Северанс, одного з небагатьох медичних закладів того часу. Допомогу пораненим військовим надавав медичний персонал, який оперував американський лікар Олівер Евісон. Через кілька днів після закінчення битви Іто відвідав госпіталь, а потім відбувся контакт з японською армією. Це було повідомлення про переведення поранених до японського шпиталю. Ейвісон сказав: «І поранені солдати, і корейські медсестри боялися».

### Повстання джинвідів

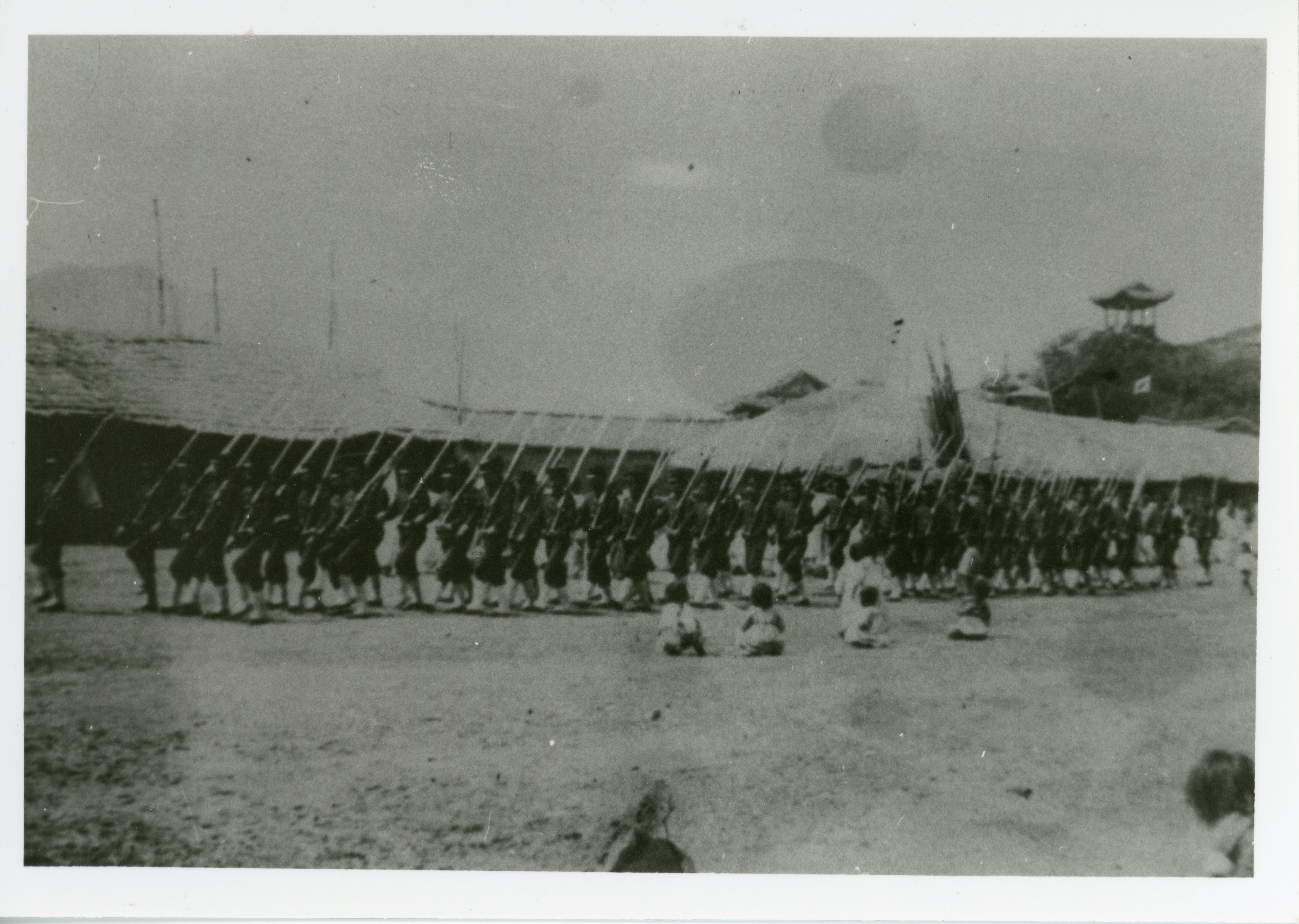
Джинвіди в Тонгюні перед розпуском

Хоча опір 1-ї дивізії Столичної гвардії Сеула тривав лише один день, битва при Намдемун проти Японії викликала бажання протистояти розпуску корейської армії. Ситуація значно загострилася, коли новина поширилася до регіональних військ. Цей опір також був очевидним під час розпуску регіональних підрозділів. Коли командир Вонджу Джинвідів Хон У Хьонг дізнався, що його підлеглі солдати повстануть проти японців, він у страху втік. Проте пізніше він повернувся, щоб очолити японські війська та придушити свій підрозділ, наказавши його розпустити.
Однак інший офіцер Джінвідів, Мін Геун-хо, очолював загін із 250 солдатів і воював проти японців, ставши основною силою добровольців Квандун (Квандун Уйбйонг). Підрозділ Гангва Джинвіда, почувши новини про розпуск із Сеула, співпрацював з членами Джиганго (Товариства самозміцнення) у Ганхва. Такі діячі, як Ю Мен Гю, Йон Гі У та Джі Хонг Юн, зіграли центральну роль у подоланні обмежень, накладених офіцерами, нападі на японську поліцейську станцію, убивстві японських шпигунів і вбивстві видатних членів Ілджінхо, Чон Гьон Су. Згодом вони стали життєво необхідною силою для повстанців у регіонах Хесео та Кьонгі.

## Спадщина
Розпуск армії був трагічною подією, яка символізувала практичний занепад Корейської імперії. Однак вона має важливе значення в історії антияпонської національно-визвольної боротьби, оскільки призвела до розгортання партизанської війни в іншій формі, ніж раніше. По-перше, розпуск регіональних підрозділів Джинвідів призвів до значного розширення територій, залучених до партизанської діяльності. По-друге, на зміну традиційним освіченим лідерам прийшли партизанські ватажки з солдатів нижчих рангів, що змінило характер партизанських сил. По-третє, завдяки стратегічному командуванню розпущених солдатів, бойові прийоми партизанської війни покращилися, завдавши серйозного удару по японським військам. Таким чином, розпуск армії став переломним моментом, що призвів до повноцінної збройної боротьби проти японців.

### Аналіз
Гвинтівки, якими володіла корейська армія, були застарілими та мали слабку вогневу міць, тоді як японська армія використовувала сучасні гвинтівки, кулемети та гранати, що давало їм переважну вогневу міць. Проте, незважаючи на ці несприятливі умови, корейська армія героїчно боролася, не припиняючи свого опору ворогу. Кілька днів після цього японці утримувалися від розмов про Корею та корейський народ, демонструючи повагу.
З міжнародної точки зору, битва була невеликою бойовою дією через невелику чисельність корейських сил. Дійсно, під час цієї битви корейські солдати налічували лише 3000 осіб. З іншого боку, ця подія була необхідною з корейської національної точки зору, оскільки майже всі столичні гвардійці були віддані цьому. У країні було 20 000 корейських солдатів і лише 4 000 у столиці.

### Армія праведників

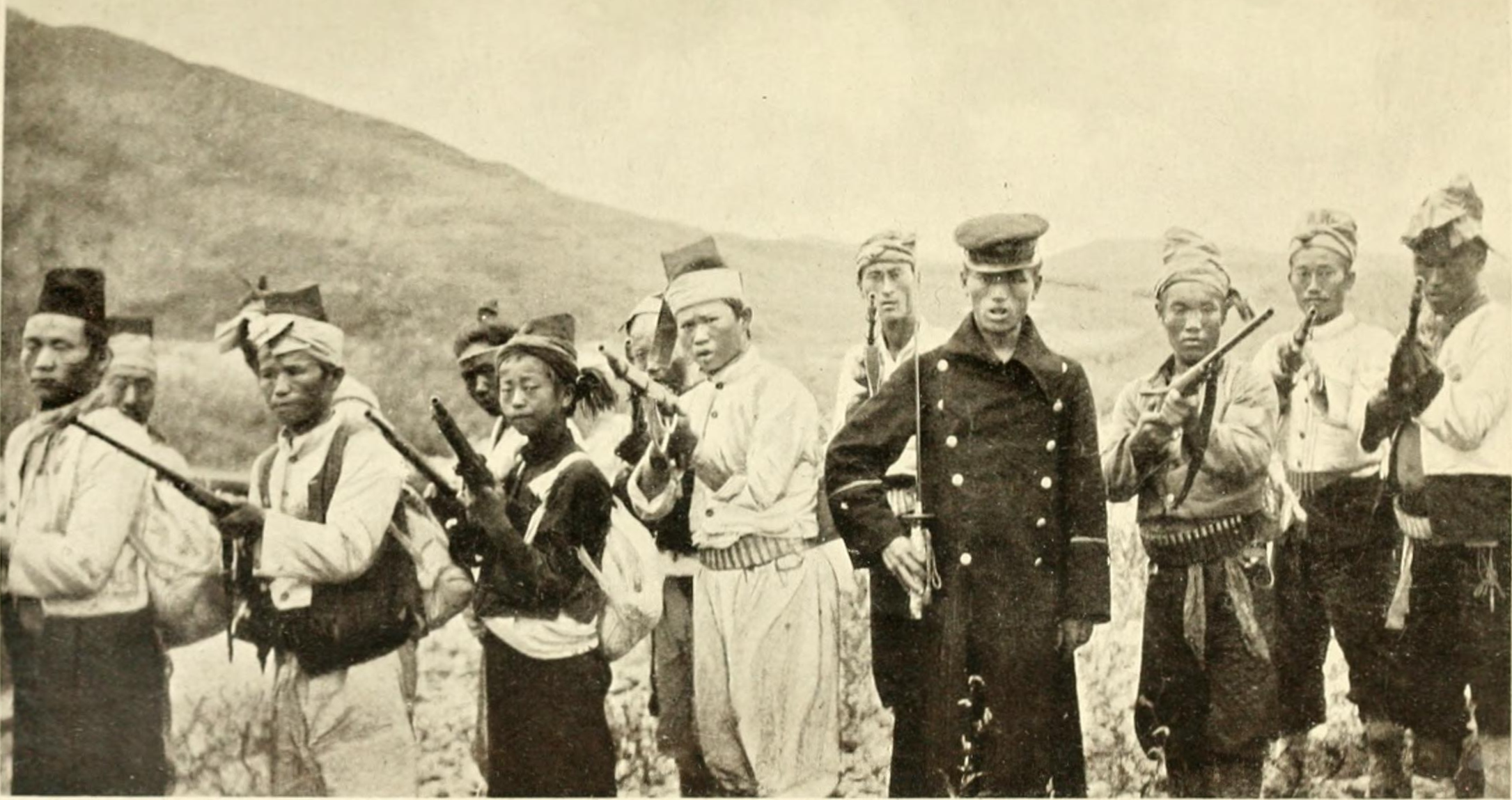
Армія праведників Чонмі (1907); чоловік, одягнений у все чорне, є солдатом Корейської імперської армії.

До битви при Намдемуні Армія араведників в основному складалася з бідних селян, рибалок, мисливців на тигрів, шахтарів, торговців і робітників; значна частина Імператорських збройних сил Кореї продовжувала опір біля воріт Сеосомун. Після битви при Намдемун багато членів регулярної армії приєдналися до Праведних армій у 1907 році. Разом вони зміцнили фундамент для Битви Праведних армій 1907 року, яка призвела до антияпонської війни Праведних армій.

### Актуальний сайт
Географічна карта Кьонсона 1903 року показує, що казарми 1-го батальйону (зараз 120 у Сосомун-доні) і казарми 2-го батальйону (зараз 34 у Наньчан-доні) були розташовані на південний схід від воріт Сосомун і воріт Соннємун, відповідно. Сеосомун і Сунгнємун — це місця, де вибухнула вулична битва. Зараз цей сайт відповідає поточній Корейській торгово-промисловій палаті.

## Відображення у культурі
- «Містер Сонячне світло» (2018, корейська драма)